# Distrito electoral de St. Johns (condado de Dakota, Nebraska)
St. Johns (en inglés: St. Johns Precinct) es un distrito electoral ubicado en el condado de Dakota en el estado estadounidense de Nebraska. En el Censo de 2010 tenía una población de 754 habitantes y una densidad poblacional de 4,37 personas por km².

## Geografía
St. Johns se encuentra ubicado en las coordenadas 42°27′30″N 96°37′49″O / 42.45833, -96.63028. Según la Oficina del Censo de los Estados Unidos, St. Johns tiene una superficie total de 172.55 km², de la cual 170.77 km² corresponden a tierra firme y (1.03%) 1.78 km² es agua.

## Demografía
Según el censo de 2010, había 754 personas residiendo en St. Johns. La densidad de población era de 4,37 hab./km². De los 754 habitantes, St. Johns estaba compuesto por el 92.31% blancos, el 0.27% eran afroamericanos, el 1.19% eran amerindios, el 0.66% eran asiáticos, el 0.93% eran isleños del Pacífico, el 3.45% eran de otras razas y el 1.19% pertenecían a dos o más razas. Del total de la población el 5.31% eran hispanos o latinos de cualquier raza.